# كاتسوهيتو أكياما
كاتسوهيتو أكياما (باليابانية: 秋山勝仁؛ بالكانا: あきやま かつひと) هو مخرج ياباني، ولد في 29 يناير 1950 في هوكايدو في اليابان.

## وصلات خارجية
- كاتسوهيتو أكياما على موقع IMDb (الإنجليزية)
- كاتسوهيتو أكياما على موقع ألو سيني (الفرنسية)
- كاتسوهيتو أكياما على موقع قاعدة بيانات الفيلم (الإنجليزية)
- كاتسوهيتو أكياما على موقع كينوبويسك (الروسية)
- كاتسوهيتو أكياما على موقع ANN person (الإنجليزية)